# Trynidad i Tobago na Letnich Igrzyskach Olimpijskich 1984
Trynidad i Tobago na Letnich Igrzyskach Olimpijskich 1984 reprezentowało 16 zawodników.

## Skład kadry

### Boks
Mężczyźni
- Nirmal Lorick - waga piórkowa - 17. miejsce
- Don Smith - waga lekkociężka - 17. miejsce

### Kolarstwo
Mężczyźni
- Gene Samuel

Sprint - odpadł w piątej rundzie
Wyścig na czas 1000 metrów - 4. miejsce

### Lekkoatletyka
Mężczyźni
- Hasely Crawford - 100 metrów - odpadł w ćwierćfinałach
- Mike Paul - 200 metrów - odpadł w półfinałach
- Anton Skerritt - 200 metrów - odpadł w ćwierćfinałach
- Ali St. Louis - 200 metrów - odpadł w eliminacjach
- Anton Skerritt, Mike Puckerin, Derek Archer, Mike Paul - odpadł w półfinałach

Kobiety
- Gillian Forde - 100 metrów - odpadł w ćwierćfinałach
- Angela Williams

100 metrów - odpadł w ćwierćfinałach
200 metrów - odpadł w eliminacjach
- Gail Emmanuel - 400 metrów - odpadł w eliminacjach
- Janice Bernard, Gillian Forde, Esther Hope-Washington, Angela Williams - 4 × 100 metrów - 7. miejsce

### Pływanie
Mężczyźni
- Paul Newallo

100 metrów st. klasycznym - 28. miejsce
200 metrów st. klasycznym - 32. miejsce

### Żeglarstwo
Mężczyźni
- Jean-Marc Holder - jedynki - 20. miejsce